# Filserver
Filserver er en maskine, server, der i et lokalt datanet stiller netfilsystem (netværksdrev) til rådighed for andre maskiner, eller hvorfra der i internettet kan downloades data.